# Puerto Peñasco
Puerto Peñasco är en ort i Mexiko.   Den ligger i kommunen Puerto Peñasco och delstaten Sonora, i den nordvästra delen av landet, 2 000 km nordväst om huvudstaden Mexico City. Puerto Peñasco ligger 11 meter över havet och antalet invånare är 33 875.
Terrängen runt Puerto Peñasco är mycket platt. Havet är nära Puerto Peñasco åt sydväst.  Det finns inga andra samhällen i närheten.